# Hélène du Sart de Bouland
Hélène Albine Louise Marie Josèphe Ghislaine du Sart de Bouland (Elsene, 5 maart 1913 - Beernem, 31 augustus 1998), beter bekend als gravin d'Hespel, maakte naam als ondersteuner van kunsten en letteren in Nederlandstalig België.

## Familie
Hèlène du Sart was een van de laatste afstammelingen van de adellijke Henegouwse familie du Sart. Haar vader was baron Charles du Sart de Bouland (1889-1959), zoon van de gouverneur van Henegouwen Raoul du Sart de Bouland (1857-1915). Haar moeder was Ghislaine Mulle de ter Schueren (1888-1974), dochter van senator Adile Jacques Mulle de ter Schueren.
Ze trouwde in 1934 in Brussel met ridder Hubert van Outryve d'Ydewalle (1909-1945). Hij was de erfgenaam van het kasteel Driekoningen in Beernem, dat hij in 1940 erfde van zijn vader. Hij werd ook, in navolging van zijn vader, volksvertegenwoordiger André van Outryve d'Ydewalle, burgemeester van Beernem. Hij werd in juni 1944 door de nazi's opgepakt en bezweek op 4 april 1945 in Dernau, op weg van Kassel naar Straubingen, aan zijn verwondingen en ontberingen. Uit dit huwelijk sproten vier kinderen, onder wie Raynier van Outryve d'Ydewalle.
Ze hertrouwde in 1947 in Beernem met de Franse graaf Charles d'Hespel (1894-1955), weduwnaar van Marie-Henriette d'Aymard de Châteaurenard, met wie ze een zoon had.

## Kunsten en letteren
Hoewel ze zelf vooral Franstalig was, werd Hélène d'Hespel een bekend en geapprecieerd promotor en beschermvrouw van kunstenaars en letterkundigen in Nederlandstalig België. Ze vervulde hiermee de wens die haar eerste man had uitgedrukt in zijn boek Adel in Vlaanderen over de missie van de adel in het bevorderen van het geestesleven in Nederlandstalig België.

## Kunstweekends
Haar inzet nam de vorm aan van driemaandelijkse kunstweekends op het kasteel Driekoningen in Beernem: de Driekoningenkunstweekends.
Dit resulteerde in het tot stand komen van een uitgebreid netwerk, waarbij de gravin en haar mede-organisatoren vaak als tussenpersoon of ondersteuner optraden voor het oplossen van problemen en het bevorderen van artistieke carrières.